# 믹키 존스

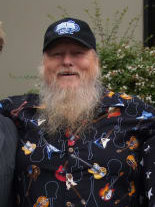

미키 존스(Mickey Jones, 1941년 6월 10일 ~ 2018년 2월 7일)는 미국의 배우, 음악가이다.
휴스턴에서 태어났으며 휴스턴에서 사망하였고 유해는 포리스트 론 메모리얼 파크에 안장되었다. 사인은 당뇨병이다.

## 출연 작품
- Born Wild (2012) - 빌리 헨리 역
- 다운스트림 (2010년)
- 네크로시스 (2009년)
- 심플 씽 (2007년) - 스탠 역
- 페니 드레드풀 (2006년) - 에디 역
- 노 디렉션 홈: 밥 딜런 (2005년) - 본인 역
- 아이오와 (2005년)
- 쉐터드 라이즈 (2002년)
- 라스트 리얼 카우보이 (2000년)
- 네버 룩 백 (2000년)
- 아웃 스페이스 2 (1996년)
- 슬링 블레이드 (1996년)
- 돈 룩 백 (1996년)
- 틴 컵 (1996년) - 터크 역
- 포스 투 킬 (1994년)
- 고공침투 (1994년)
- 나이트 트랩 (1993년)
- 살인 추적 (1992년)
- 누드 탈출 (1992년)
- 스텝 바이 스텝 (1991년)
- 불타는 사랑 (1991년)
- 귀여운 악마 (1991년)
- 알래스카의 빛 (1990년)
- 토탈 리콜 (1990년)
- 호머와 에디 (1989년)
- 죽음의 총성 (1989년)
- 비밀의 목소리 (1988년)
- 삼각 관계 (1988년)
- 더블 보더 (1987년)
- 웰컴 투 18 (1986년)
- 세비지 돈 (1985년)
- 미라클 인간 (1985년)
- 브이 - 최후의 전투 (1984년)
- 휴가 대소동 (1983년)
- 후커와 로마노 (1982년)
- 조니 벨린다 (1982년)
- 톰 혼 (1980년)

### 텔레비전
- SOS 해상 구조대 (1989년)
- A 특공대 - TV시리즈 (1983년)
- 브이 - TV 시리즈 (1984년)
- 두 얼굴의 사나이 - 시리즈 (1978년) - 덕 역